# Sankt Ingbert
St. Ingbert (Paltsisch: Dingmert of  Dimbert) is een stad en gemeente in de Duitse deelstaat Saarland, gelegen in de Saarpfalz-Kreis. De gemeente telt 35.213 inwoners.
De naam van de stad is afgeleid van de heilige Ingbert, een heilige uit de 7e eeuw.
Het station St. Ingbert dateert uit 1869.

## Stadsdelen
- Hassel
- Oberwürzbach (met Reichenbrunn en Rittersmühle)
- Rentrisch
- Rohrbach
- St. Ingbert-Mitte (met Sengscheid)

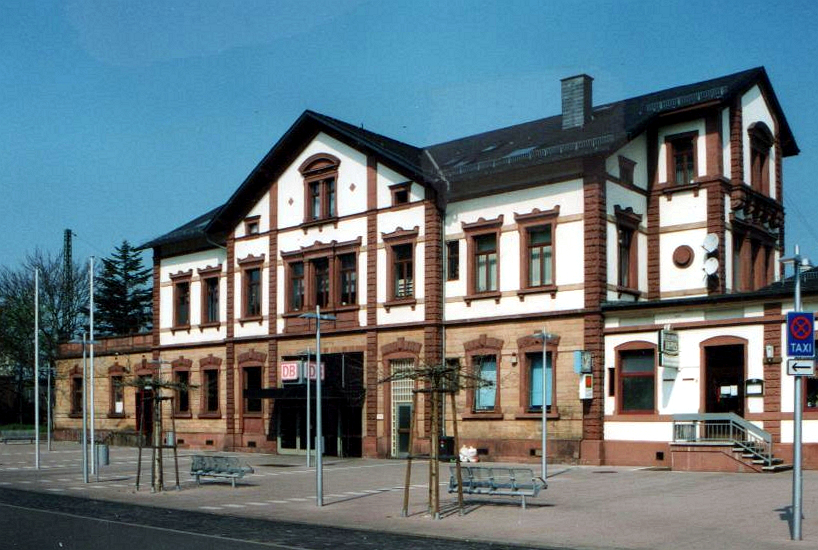
Station St. Ingbert
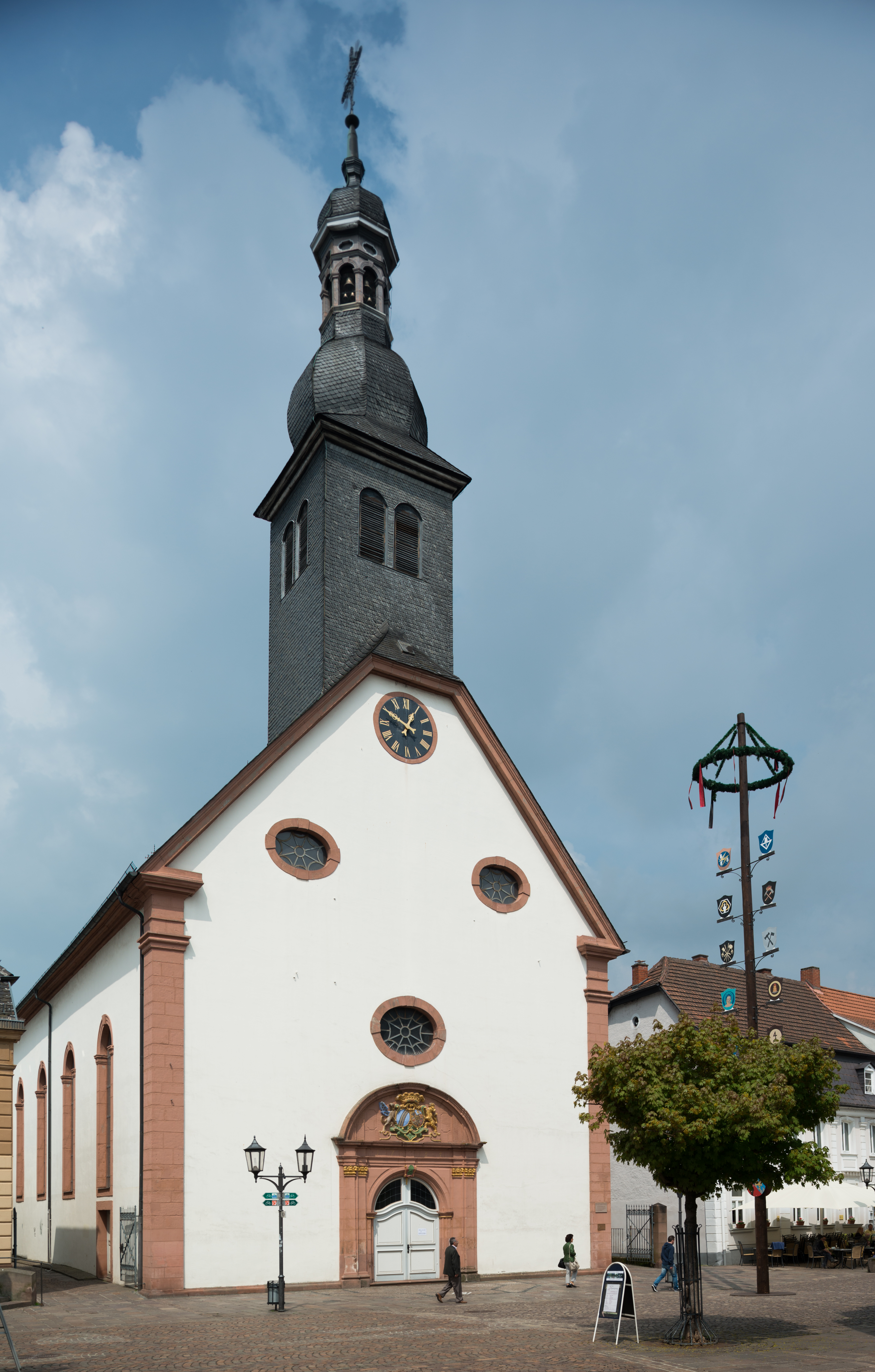
St.-Engelbertkerk
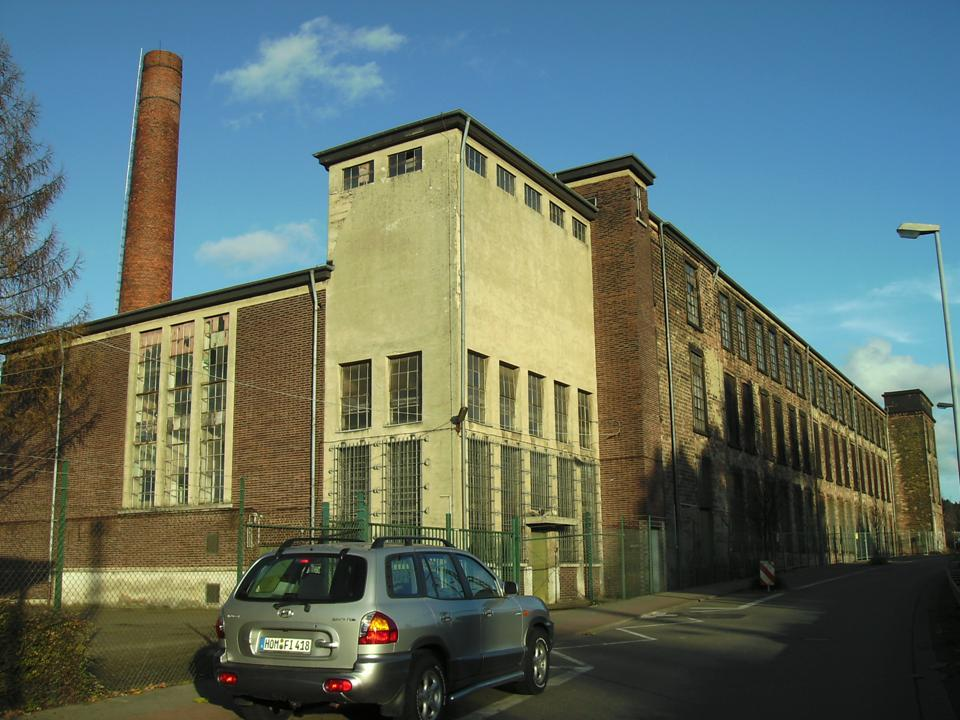
Oude katoenspinnerij
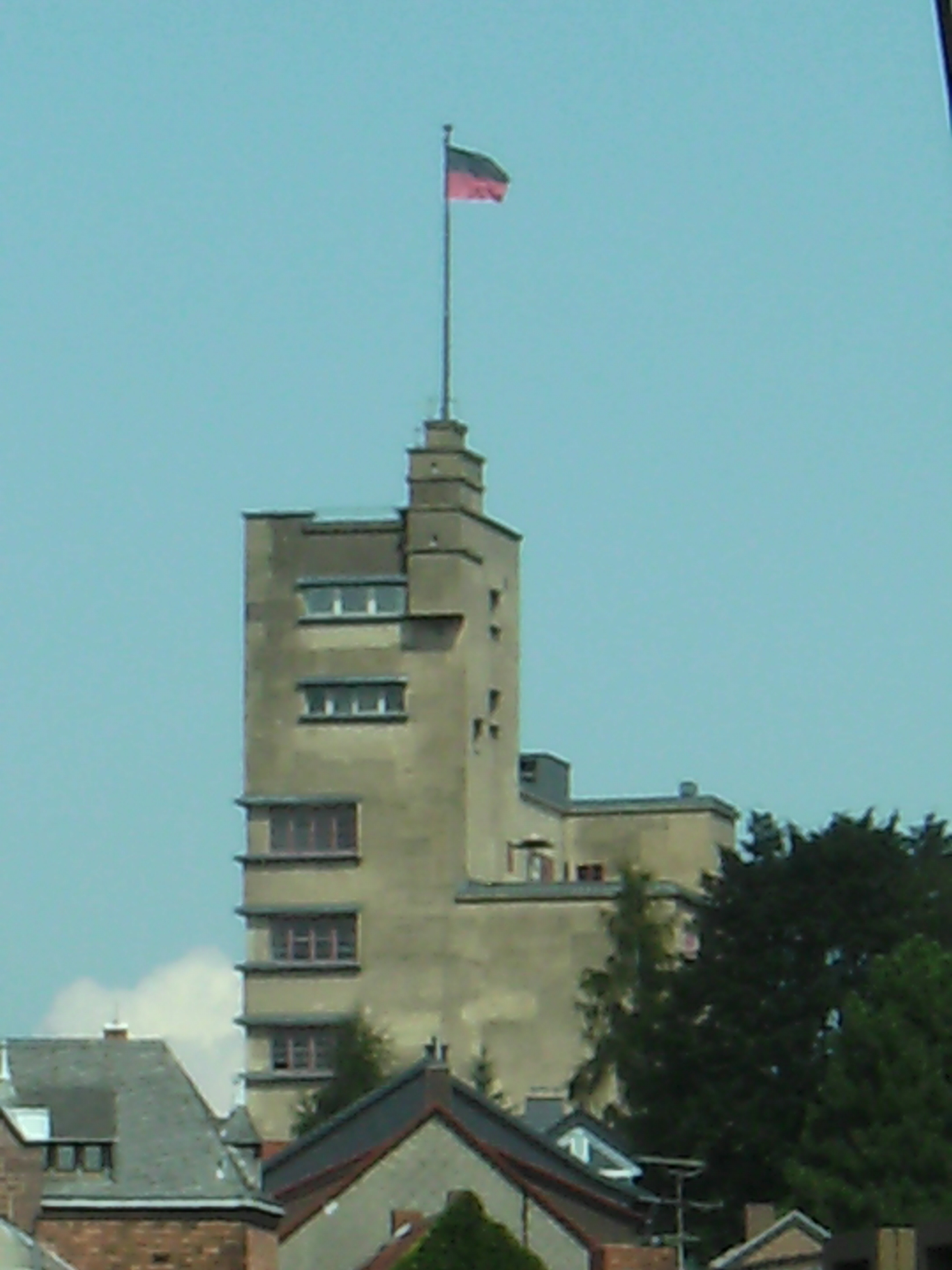
Becker-brouwerijtoren

## Cultuur
Sankt Ingbert is bekend van het Jazzfestival Sankt Ingbert en het cabaretfestival Sankt Ingberter Pfanne.

## Bekende inwoners
- De familie van de Nederlandse politicus Norbert Schmelzer (1921-2008) was uit Sankt-Ingbert afkomstig. Hij stierf aldaar en werd daar in het familiegraf bijgezet.
- Georg Kessler (1932), voetballer, o.a. van RKSV Sittardia, en voetbaltrainer, o.a. van AZ'67 en voormalig bondscoach van het Nederlands Elftal.
- Martin Paul (1958),  klinisch farmacoloog en voorzitter van het college van bestuur van de Universiteit Maastricht.

Bexbach · Blieskastel · Gersheim · Homburg · Kirkel · Mandelbachtal · Sankt Ingbert